# Rising Hayato
Hayato Kubo (久保颯人 Kubo Hayato?) (nacido el 29 de noviembre de 1972) es un luchador profesional japonés más conocido como Rising Hayato (ライジングHAYATO Raijingu Hayato?).

## Campeonatos y logros
- All Japan Pro Wrestling
  - World Junior Heavyweight Championship (1 vez)
  - All Asia Tag Team Championship (1 vez) – con Yuma Anzai
  - January 2 Korakuen Hall New Year Battle Royal (2022)[3]
  - All Japan vs. Ehime Pro 1 Day Six Man Tag Tournament (2019) - with Jun Akiyama & Carbell Ito
- Best Body Japan Pro-Wrestling
  - BBW Tag Team Championship (1 vez) — con Imabari Towel Mascaras[4]
- Osaka Pro Wrestling
  - Osaka Tag Team Championship (1 vez) – con Santaro Ishizuchi[5]
- Pro Wrestling Illustrated
  - Situado en el No. 162 of the top 500 singles wrestlers in the PWI 500 en 2024[6]